# Ferdinand von Mueller
O barão Ferdinand Jacob Heinrich von Müller ou Mueller (Rostock, 30 de junho de 1825 — Melbourne, 9 de outubro de 1896) foi um médico alemão-australiano, geógrafo e, principalmente, botânico. Ele foi nomeado botânico do governo para a então colônia de Victoria (Austrália) pelo governador Charles La Trobe em 1853, e mais tarde diretor do Royal Botanic Gardens, Melbourne. Ele também fundou o Herbário Nacional de Victoria. Ele nomeou muitas plantas australianas.

## Botânico do governo de Victoria
Mueller foi nomeado botânico do governo de Victoria pelo governador Charles La Trobe em 1853, cargo que foi criado recentemente para ele. Ele examinou sua flora, especialmente a vegetação alpina da Austrália, até então desconhecida. Ele explorou a cordilheira Buffalo, depois foi para o curso superior do rio Goulburn e atravessou Gippsland até a costa. Os bairros de Port Albert e Wilsons Promontory foram explorados, e a jornada de cerca de 1 500 milhas (2 400 km) foi concluída ao longo da costa de Melbourne.
No mesmo ano, ele fundou o Herbário Nacional de Vitória, que ainda hoje pode ser visitado. Possui muitas plantas da Austrália e do exterior, muitas das quais foram coletadas por Mueller. Além disso, sua grande biblioteca particular foi transferida para o governo de Victoria em 1865 e foi incorporada à biblioteca do herbário em Melbourne.
Mueller foi então nomeado botânico para acompanhar a Expedição de Exploração da Austrália do Norte (1855-1856) liderada por Augustus Gregory, e decidiu juntar-se apesar das hesitações iniciais. Ele explorou o Rio Victoria e outras partes do Norte da Austrália, foi um dos quatro que alcançou o Lago Termination em 1856 e acompanhou a expedição de Gregory por terra à Baía de Moreton. Mueller, por sua vez, encontrou quase 800 espécies na Austrália novas para a ciência, como Macadamia ternifolia (em homenagem a seu amigo e colega John Macadam). Ele publicou neste ano seu Definições de plantas australianas raras ou até então não descritas.
De 1854 a 1872, Mueller foi membro do Instituto Vitoriano para o Avanço da Ciência, que mais tarde se tornou o Instituto Filosófico de Victoria. Ele foi presidente do Instituto Filosófico em 1859, quando recebeu uma carta real e se tornou a Royal Society of Victoria. Ele foi um membro ativo do "Comitê de Exploração" da sociedade que estabeleceu a expedição Burke e Wills de 1860. Mueller promoveu a exploração da Austrália e, como um dos dois únicos membros do Comitê de Exploração com qualquer experiência em exploração, fez vários discursos à sociedade sobre o assunto. Ele não favoreceu a escolha de Burkecomo líder, mas devido ao partidarismo no comitê, ele teve pouca influência no estabelecimento, aprovisionamento ou composição do partido de exploração.

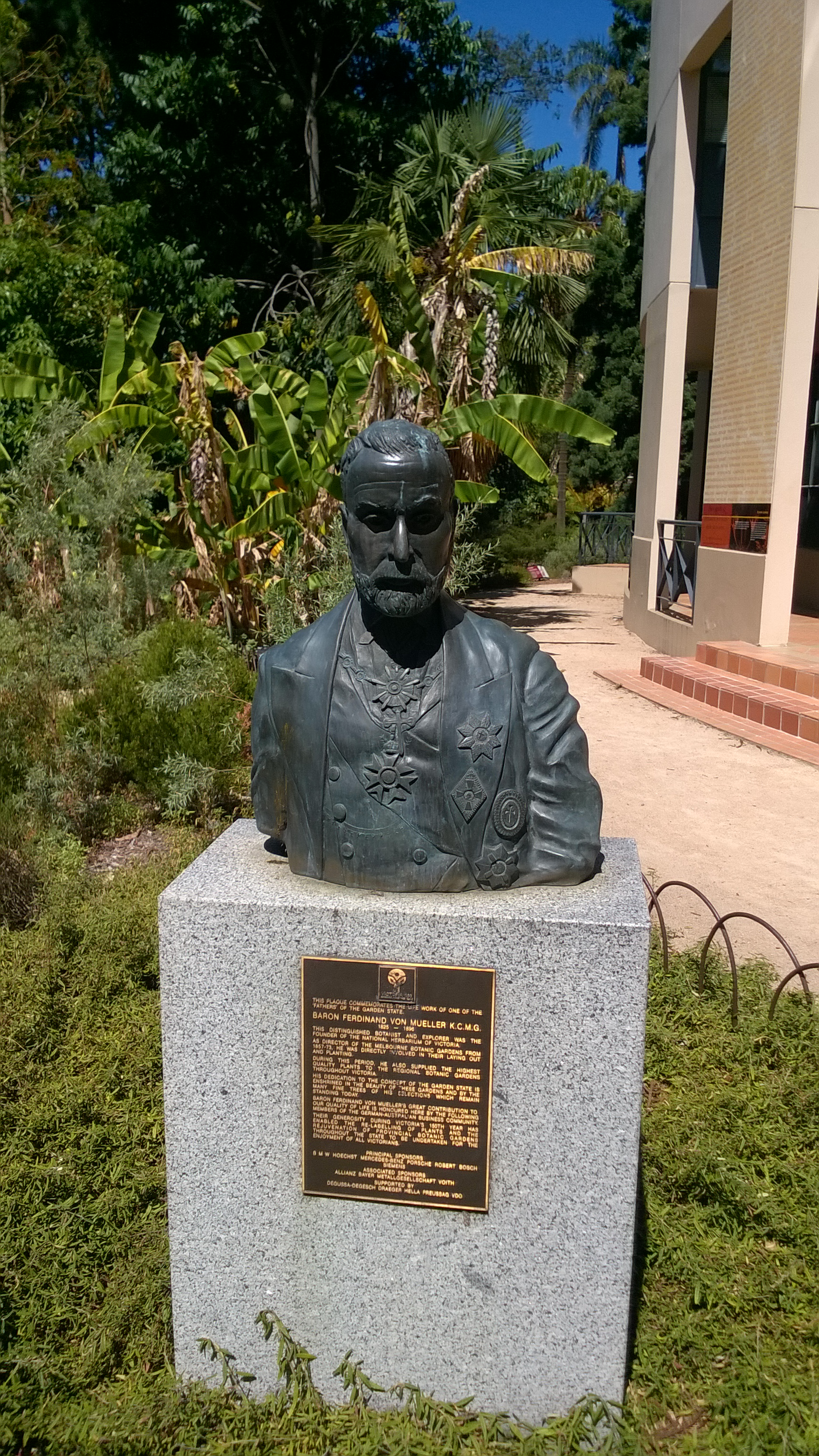
Busto de Mueller no Royal Botanic Gardens, Melbourne

De 1857 a 1873, ele foi diretor do Royal Botanic Gardens, Melbourne, e não apenas introduziu muitas plantas em Victoria, mas também tornou as excelentes qualidades da goma azul (Eucalyptus globulus) conhecidas em todo o mundo e conseguiu introduzi-la no sul da Europa, África do Norte e do Sul, Califórnia e as porções extratropicais da América do Sul.
Mueller foi condecorado por muitos países estrangeiros, incluindo Alemanha, França, Espanha, Dinamarca e Portugal. Ele foi nomeado membro da Royal Society em 1861 e cavaleiro como Cavaleiro Comandante da Ordem de São Miguel e São Jorge em 1879. Uma lista de suas 'Ordens, ofícios, afiliações e diversas honras' foi reunida. Muitas de suas condecorações foram recebidas em troca do fornecimento de espécimes zoológicos para museus reais.
Ele foi o benfeitor do explorador Ernest Giles, que visitou o Lago Amadeus e Kata Tjuta. Giles originalmente queria nomear estes Lago Mueller e Monte Ferdinand, mas Mueller persuadiu Giles a chamá-los de Lago Amadeus, em homenagem ao Rei Amadeus da Espanha, e Mt Olga, em homenagem à Rainha Olga de Württemberg; ambos os reis lhe concederam honras. Em 1871, o Rei Carlos de Württemberg deu-lhe o título hereditário de Freiherr, para marcar sua distinção nas 'ciências naturais em geral e em particular para as coleções e instituições de história natural de Nosso Reino' Ele era então conhecido como Barão Sir Ferdinand von Mueller.
Em 1873, os influentes melburnianos criticaram a abordagem científica e educacional de Mueller com os Jardins Botânicos Reais. Procurou-se desenvolver os jardins com um olhar estético. Mueller foi demitido de seu cargo de diretor do Jardim Botânico em 31 de maio de 1873. Ele havia feito muito para desenvolver os jardins com os escassos recursos disponíveis. Embora seu salário não tenha sido afetado e ele ainda continuasse como botânico do governo, ele nunca perdeu o sentimento de ressentimento por ter perdido o cargo.
Em abril de 1873, Mueller criou o gênero Guilfoylia e descreveu William Guilfoyle como "distinto como um colecionador [que] evidenciou grande ardor" e tinha grandes esperanças por sua habilidade de colecionador. A opinião de Mueller mudou quando Guilfoyle foi nomeado para ocupar seu lugar como diretor do Jardim Botânico em julho de 1873. Ele acusou Guilfoyle de ser um "viveiro [sem] pretensões de conhecimento científico" e de conseguir o emprego por ser parente do esposa do ministro responsável. Mueller posteriormente aboliu Guilfoylia como parte do gênero Cadellia em seu censo botânico de 1882. Guilfoyle passou a ajardinar os jardins em um estilo estético e agradável, bem-vindo pela maioria dos melburnianos.
Em 1857, Mueller candidatou-se e obteve o grau de Doutor em Medicina da Universidade de Rostock; em 1883, ele foi premiado com a Medalha Clarke pela Royal Society of New South Wales.
Ele publicou 11 volumes de Fragmenta phytographica Australiae (1862-1881), dois volumes de Plants of Victoria (1860-1865) e outros livros sobre Eucalyptus, Myoporaceae, Acacia, e Salsolaceae, todos profusamente ilustrados. Ele também co-operado na produção Flora australiensis de George Bentham. Ele descreveu muitas novas espécies de plantas enviadas por botânicos de outras partes da Austrália, notavelmente Maurice William Holtzedo Território do Norte, e encorajou os colonos a enviarem plantas para ele. As mulheres foram contribuintes importantes para suas coleções. Duzentas e vinte e cinco mulheres e meninas, a mais jovem das quais tinha seis anos de idade, coletaram espécimes de plantas e os enviaram a Mueller para catalogação. Essas mulheres incluíam Louisa Atkinson, Sarah Brooks e Flora Mary Campbell. Ele teve um papel importante na promoção da exploração australiana, especialmente na expedição Burke e Wills, que foi a primeira a cruzar o continente, e nas várias tentativas de desvendar o mistério que acompanhou o destino de seu conterrâneo Ludwig Leichhardt (1813 –1848).
Mueller morreu em Melbourne e está enterrado no cemitério de St Kilda. Ele deixou sua irmã, Sra. Clara Wehl, de Millicent, South Australia. Sua outra irmã, a Sra. Bertha Doughty de perto de Penola faleceu antes dele. Ele nunca se casou.
Mueller foi um teísta que rejeitou o darwinismo. Apesar de suas diferenças, ele manteve uma relação amigável com Darwin.

## Publicações
- Fragmenta phytographiæ Australiæ (onze volumes, 1858 a 1881)
- Select Extra-Tropical Plants readily eligible for Industrial Culture or Naturalisation (1876)
- Systematic Census of Australian Plants (1882)
- Plants Indigenous to the Colony of Victoria (deux volumes, 1860-1865)
- Iconography of Australian Species of Acacia and Cognate Genera (1887-1888)